# Аргуновский сельсовет (Московская область)
Аргуновский сельсовет — упразднённая административно-территориальная единица, существовавшая на территории Рязанской губернии и Московской области до 1954 года.
Аргуновский сельсовет был образован в первые годы советской власти. В конце 1920-х годов он входил в состав Зарайской волости Зарайского уезда Рязанской губернии.
В 1929 году Аргуновский с/с был отнесён к Зарайскому району Коломенского округа Московской области.
4 апреля 1939 года в Аргуновском с/с селение Спас-Дощатый было переименовано в Горное.
17 июля 1939 года к Аргуновскому с/с было присоединено селение Титово упразднённого Широбоковского с/с.
14 июня 1954 года Аргуновский с/с был упразднён. При этом его территория была передана в Пенкинский с/с.